# 佐々木将芳
佐々木 将芳（ささき まさよし）は、日本の福祉学者（社会福祉学・児童家庭福祉・障害児者福祉・発達支援）、社会福祉士。学位は修士（社会福祉学）（日本福祉大学・2004年）。静岡県立大学短期大学部社会福祉学科講師。

## 概要
社会福祉学、児童家庭福祉、障害児者福祉、発達支援を専攻する福祉学者である。障害児支援の体系における権利性について研究していた。知多市役所や半田市役所にて保育所を巡回指導する講師を務めたのち、東海医療福祉専門学校、豊橋創造大学、静岡県立大学、といった教育・研究機関で教鞭を執った。

## 来歴

### 生い立ち
愛知淑徳学園が設置・運営する愛知淑徳大学に進学し、現代社会学部の現代社会学科にて学んだ。2002年（平成14年）3月、愛知淑徳大学を卒業した。それに伴い、学士の学位を取得した。さらに日本福祉大学の大学院に進学し、社会福祉学研究科の社会福祉学専攻にて学んだ。2004年（平成16年）3月、日本福祉大学の大学院における博士前期課程を修了した。それに伴い、修士（社会福祉学）の学位を取得した。

### 福祉学者として
大学院修了後は、2007年（平成19年）4月、愛知県知多市に採用され、保育所を巡回指導する講師を務めた。2009年（平成21年）4月には、愛知県半田市に採用され、保育所を巡回指導する講師を務めた。
その後、セムイ学園が設置・運営する東海医療福祉専門学校に採用され、2011年（平成23年）4月より社会福祉科の教員を専任で務めた。その傍ら、立命館が設置・運営する立命館大学の大学院に進学しており、社会学研究科の応用社会学専攻にて学んだ。2012年（平成24年）3月、立命館大学の大学院における博士後期課程を単位取得後退学した。2014年（平成26年）4月、藤ノ花学園が設置・運営する豊橋創造大学の短期大学部に採用され、幼児教育・保育科の講師に就任した。2018年（平成30年）4月、県と同名の公立大学法人により設置・運営される静岡県立大学の短期大学部に採用され、社会福祉学科の講師に就任した。社会福祉学科においては、主として社会福祉専攻の講義を担当した。

## 研究
専門は福祉学であり、特に社会福祉学、児童家庭福祉、障害児・者福祉、発達支援、といった分野の研究に従事した。具体的には、障害児支援の体系においての権利性や、学齢障害児に対する地域での生活支援について研究していた。自身が主催する研究室でオレンジリボン運動を取り上げ、ゼミ生らと東京都新宿区や静岡県静岡市で児童虐待防止の啓発活動などに取り組んでいた。
学術団体としては、日本社会福祉学会、日本特殊教育学会、日本福祉大学社会福祉学会、日本社会福祉士会、といった団体に所属していた。そのほか、特定非営利活動法人であるMOVEで理事を務めたり、ほがらか企画で副理事長を務めていた。

## 略歴
- 2002年 - 愛知淑徳大学現代社会学部現代社会学科卒業[4]。
- 2004年 - 日本福祉大学大学院社会福祉学研究科社会福祉学専攻博士前期課程修了[4]。
- 2007年 - 知多市役所保育所巡回指導講師[3]。
- 2009年 - 半田市役所保育所巡回指導講師[3]。
- 2011年 - 東海医療福祉専門学校社会福祉科教員[3]。
- 2012年 - 立命館大学大学院社会学研究科応用社会学専攻博士後期課程単位取得後退学[4]。
- 2014年 - 豊橋創造大学短期大学部幼児教育・保育科講師[3]。
- 2018年 - 静岡県立大学短期大学部社会福祉学科講師[3]。

## 著作

### 寄稿、分担執筆、等
- 荒川智・越野和之・全障研研究推進委員会編『障害者の人権と発達』全国障害者問題研究会出版部、2007年。ISBN 978-4-88134-524-5
- 名古屋市学童保育連絡協議会しょうがい児部会・あした編『しょうがい児支援ハンドブック——学齢期の地域生活をゆたかなものに』かもがわ出版、2009年。ISBN 978-4-7803-0290-5
- 茂木俊彦ほか編『特別支援教育大事典』旬報社、2010年。ISBN 978-4-8451-1150-3
- 医療福祉相談研究会編『医療福祉相談ガイド』追録81号、中央法規出版、2013年。ISBN 978-4-8058-8046-3
- 喜多一憲監修、堀場純矢編集『社会的養護』みらい、2017年。ISBN 978-4-86015-418-9
- 喜多一憲監修、堀場純矢編集『児童家庭福祉』みらい、2017年。ISBN 978-4-86015-419-6
- 堀場純矢編集『社会的養護1』みらい、2020年。ISBN 978-4-86015-498-1
- 堀場純矢編集『子ども家庭福祉』みらい、2020年。ISBN 978-4-86015-499-8

### 註釈
1. ↑  東海医療福祉専門学校は、2018年に廃止された。
2. ↑  東海医療福祉専門学校社会福祉科は、2018年に東海医療科学専門学校社会福祉科に移設された。